# Aktivator (Biochemie)
Als Aktivatoren werden in der Biochemie Verbindungen bezeichnet, welche die Aktivität von Enzymen fördern, das heißt katalytische Reaktionen beschleunigen. Aktivatoren werden auch als positive Effektoren bezeichnet. Negative Effektoren, Hemmstoffe der Enzymaktivität, werden dagegen auch Inhibitoren genannt. Es können physiologische und unphysiologische Effektoren unterschieden werden. Die Bindung an das Enzym kann reversibel oder irreversibel sein. Darüber hinaus wird eine isosterische (Bindung an das aktive Zentrum des Enzyms) von einer allosterischen Aktivierung (Bindung außerhalb des aktiven Zentrums) unterschieden. 
Ein Beispiel für einen reversiblen Aktivator ist Acetyl-CoA, das die Enzymaktivität der Pyruvat-Carboxylase steigert.
Bei der Feed forward Kontrolle kontrolliert ein Metabolit aus einem vorhergehenden Stoffwechselschritt die Aktivität eines später im Stoffwechselweg auftauchenden Enzyms.

## Quelle
- Georg Löffler, Petro E. Petrides (Hrsg.): Biochemie und Pathobiochemie. 7. Auflage, Springer Medizin Verlag, Heidelberg 2003, S. 122, ISBN 3-540-42295-1